# Puget Sound
Il Puget Sound (/ˈpjuːdʒɪt/) è un'insenatura (sound) nel Nord-ovest Pacifico, nello Stato di Washington negli Stati Uniti d'America. Si tratta di un complesso sistema di estuario di vie fluviali interconnesse e darsene, fa parte del mare dei Salish e presenta un collegamento principale e due connessioni minori allo Stretto di Juan de Fuca, che a sua volta lo collega con l'oceano Pacifico. 
Il Puget Sound si estende per circa 150 km, da Deception Pass a nord alla città di Olympia a sud. La profondità media dello stretto è di 140 metri, mentre quella massima, vicino a Jefferson Point, Indianola e Kingston, è di 280 metri. 
Nel 2009 fu coniato il termine "mare dei Salish" da parte dello United States Board on Geographic Names come nome collettivo per le acque del Puget Sound, lo stretto di Juan de Fuca, e lo stretto di Georgia; talvolta i termini "Puget Sound" e "Puget Sound e le acque limitrofe" vengono utilizzati sono solamente per il Puget Sound, ma anche per le acque più settentrionali, come la Bellingham Bay e la regione delle San Juan Islands.
Il termine "Puget Sound" non viene utilizzato solo per le acque, ma anche per la regione omonima che si sviluppa intorno al sound. Tra le principali città sul sound vi sono Seattle, Tacoma, Olympia, ed Everett. Il Puget Sound è anche il secondo estuario più grande degli Stati Uniti, dopo la baia di Chesapeake, che si trova nel Maryland ed in Virginia.

## Nome
Nel 1792 George Vancouver diede il nome di Puget Sound alle acque a sud del canale Tacoma Narrows. Il nome fu assegnato in onore di Peter Puget, un luogotenente ugonotto che aveva accompagnato George Vancouver nella Spedizione di Vancouver da lui intrapresa. Successivamente il nome è passato a indicare anche l'area del sound a nord di Tacoma Narrows.
Secondo la definizione dello USGS il Puget Sound include tutte le acque situate a sud di tre entrate, quella principale in corrispondenza dell'insenatura Admiralty, una seconda al Deception Pass, e la terza all'estremità meridionale del canale Swinomish.

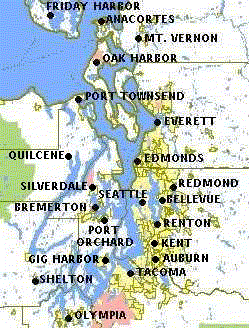
Puget Sound con le principali città della regione

Un termine alternativo per il Puget Sound, utilizzato da alcuni nativi americani e gruppi ambientalisti, è Whulge (o Whulj), l'inglesizzazione del nome lushootseed per il Puget Sound, x̌ʷəlč, che letteralmente significa "mare, acqua salata, oceano, o sound". Il nome in lingua lushootseed dxʷləšucid deriva dalla radice √ləš, uno dei nomi alternativi per il Puget Sound.

## Definizione
Lo United States Geological Survey (USGS) definisce il Puget Sound come tutte le acque che si trovano a sud dei tre ingressi dello stretto di Juan de Fuca. L'ingresso principale presso l'insenatura Admiralty viene definito come una linea tra Point Wilson sulla Penisola Olimpica e Point Partridge sull'isola Whidbey. Il secondo ingresso si trova presso Deception Pass, lungo una linea che congiunge West Point sull'isola Whidbey con l'isola Deception, fino a Rosario Head sull'isola Fidalgo. Il terzo ingresso si trova al margine meridionale del canale Swinomish, che collega Skagit Bay con Padilla Bay. Secondo questa definizione, il Puget Sound comprende le acque del canale di Hood, insenatura Admiralty, Possession Sound, Saratoga Passage ed altri. Non comprende Bellingham Bay, Padilla Bay, le acque delle San Juan Islands o nulla più a nord di queste.
Un'altra definizione, fornita dal NOAA, suddivide il Puget Sound in cinque bacini o regioni. Quattro di questi (tra cui il South Puget Sound) corrispondono ad aree all'interno della definizione del USGS, mentre il quinto, chiamato "Northern Puget Sound" comprende una regione aggiuntiva; il suo confine settentrionale è il confine con il Canada, e ad ovest è limitato da una linea che corre verso nord dalla foce del fiume Sekiu, sulla Penisola Olimpica. Secondo questa definizione, parti significative dello stretto di Juan de Fuca e lo stretto di Georgia sarebbero compresi nel Puget Sound, con il confine internazionale che costituirebbe un limite idrogeologicamente arbitrario e netto.
Secondo Arthur Kruckeberg, il termine Puget Sound viene talvolta utilizzato per le acque a nord dell'insenatura Admiralty e di Deception Pass, specialmente per le aree lungo la costa settentrionale dello stato di Washington e delle San Juan Islands, equivalenti essenzialmente alla suddivisione del NOAA "Northern Puget Sound" descritta sopra. Kruckeberg utilizza il termine "Puget Sound e acque limitrofe"; il testo del 1991 di Kruckeberg, tuttavia, non riflette la decisione del 2009 dello United States Board on Geographic Names di utilizzare il termine mare dei Salish come riferimento al più esteso contesto marittimo.

## Storia

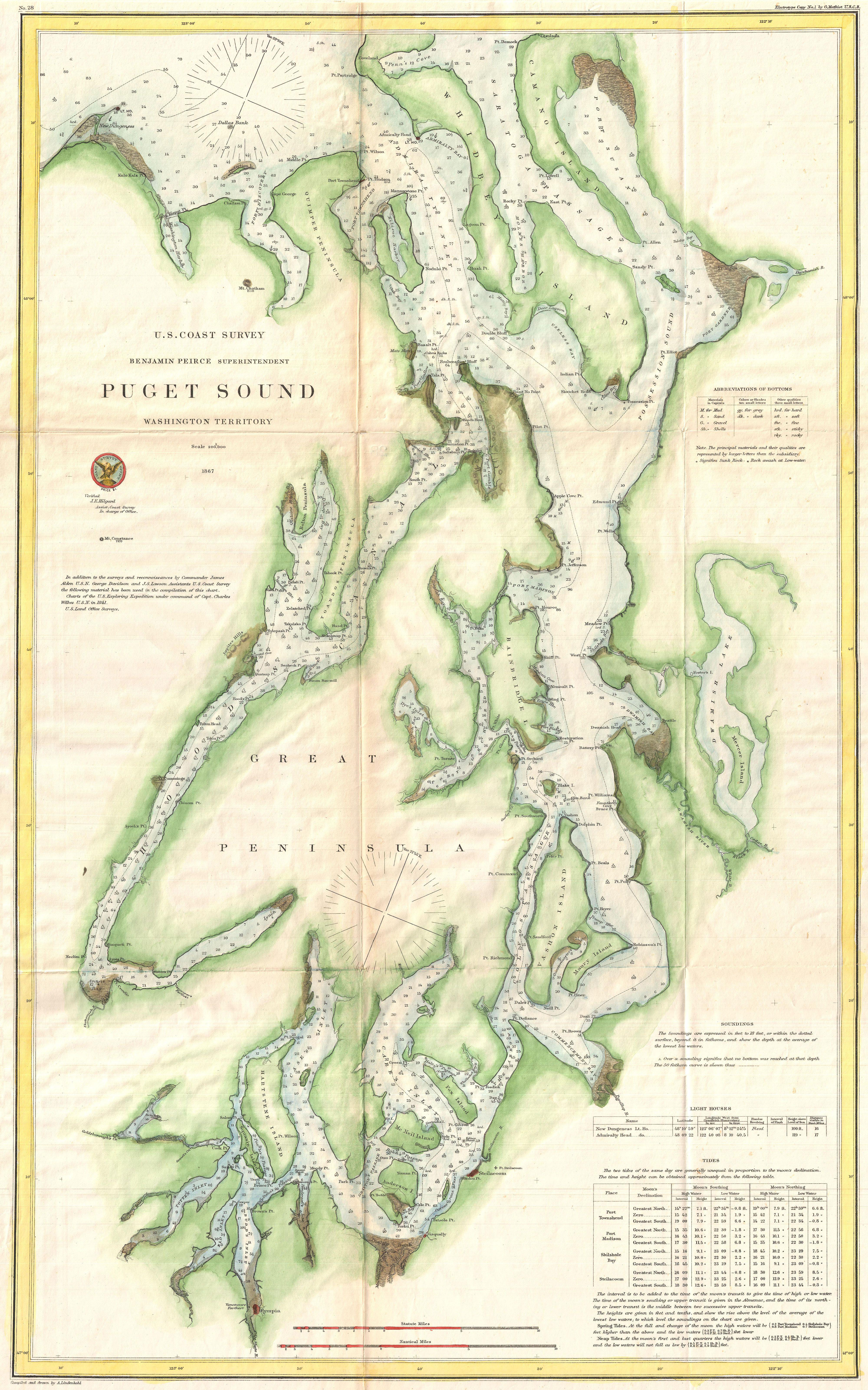
Carta nautica dello U.S. Coast Survey del Puget Sound nel Territorio di Washington, 1867

Puget Sound è stato abitato per millenni da molti popoli indigeni, che parlavano le lingue lushootseed, come i Twana, Chimakum e Klallam. I primi segni di presenza indigena nella regione del Puget Sound risalgono tra il 14000 e il 6000 avanti Cristo.
Lo stretto di Puget fu esplorato da George Vancouver nel 1792, nel tentativo di scoprire il passaggio a nord-ovest. L'esploratore rivendicò il possesso dell'area in nome del Regno di Gran Bretagna il 4 giugno 1792. 
Col trattato del 1818 gli Stati Uniti e la Gran Bretagna si accordarono sul controllo congiunto della Oregon Country, che includeva lo stretto di Puget. In tal modo la risoluzione della disputa territoriale riguardo ai confini dell'Oregon venne rimandata al 1846, quando con la firma del Trattato dell'Oregon lo stretto divenne parte del territorio statunitense.
Il primo insediamento europeo nell'area dello stretto di Puget fu Fort Nisqually, un trading post per il commercio di pelli costruito dalla Compagnia della Baia di Hudson nel 1833. Fort Nisqually era parte del Columbia District della Compagnia della Baia di Hudson, il cui quartier generale era a Fort Vancouver.
Il primo insediamento americano nell'area fu Tumwater, fondata nel 1845 da americani arrivati dalla Pista dell'Oregon. La decisione di insediarsi a nord del fiume Columbia fu presa perché uno dei coloni, George Washington Bush, era considerato nero; il governo provvisorio dell'Oregon vietava la residenza ai mulatti, ma non applicava attivamente questa restrizione a nord del fiume. Nel 1853 il Territorio di Washington venne creato da parte del Territorio dell'Oregon, e lo stretto di Puget si ritrovò nel nuovo territorio. Nel 1888 la linea ferroviaria della Northern Pacific Railway raggiunse l'area dello stretto, collegandola agli stati orientali.

## Geologia
Delle calotte di ghiaccio continentali sono ripetutamente avanzate verso lo stretto di Puget, per poi ritirarsi. Il periodo glaciale più recente, chiamato Glaciazione Fraser, ha avuto tre fasi, o stadiali. Circa 15 000 anni fa, durante la terza fase (Glaciazione Vashon), un lobo della calotta di ghiaccio della Cordigliera chiamato Lobo di Puget è avanzato verso sud, ricoprendo la regione dello stretto di Puget con una calotta di ghiaccio spessa circa 910 m vicino a Seattle, e quasi 1800 m dove oggi c'è il confine tra Canada e Stati Uniti. Dato che ogni nuova avanzata e successiva ritirata del ghiaccio erode il risultato delle ere glaciali precedenti, la più recente fase Vashon è quella che ha lasciato l'impronta più chiara sulla geologia della zona. Nel periodo di massima estensione la calotta glaciale Vashon arrivava a sud della città di Olympia, vicino all'attuale Tenino, e ricopriva le pianure tra le montagne Olympic e la Catena delle Cascate. Il ghiaccio iniziò a ritirarsi 14 000 anni fa. 11 000 anni fa era presente solo a nord del confine canadese.
La ritirata della Glaciazione Vashon erose la terra, creando un campo di drumlin con centinaia di drumlin allineati. Il canale di Hood e il bacino principale dello stretto di Puget vennero alterati dalle forze glaciali. Queste forze non "incidevano" la superficie, piuttosto la erodevano attraverso l'acqua scioltasi dalla calotta Vashon, originando il campo di drumlin. Con la ritirata del ghiaccio, grandi quantità di tillite vennero depositate in tutta la regione dello stretto di Puget. I vari tipi di suolo dell'area sono ancora caratterizzati come immaturi. 

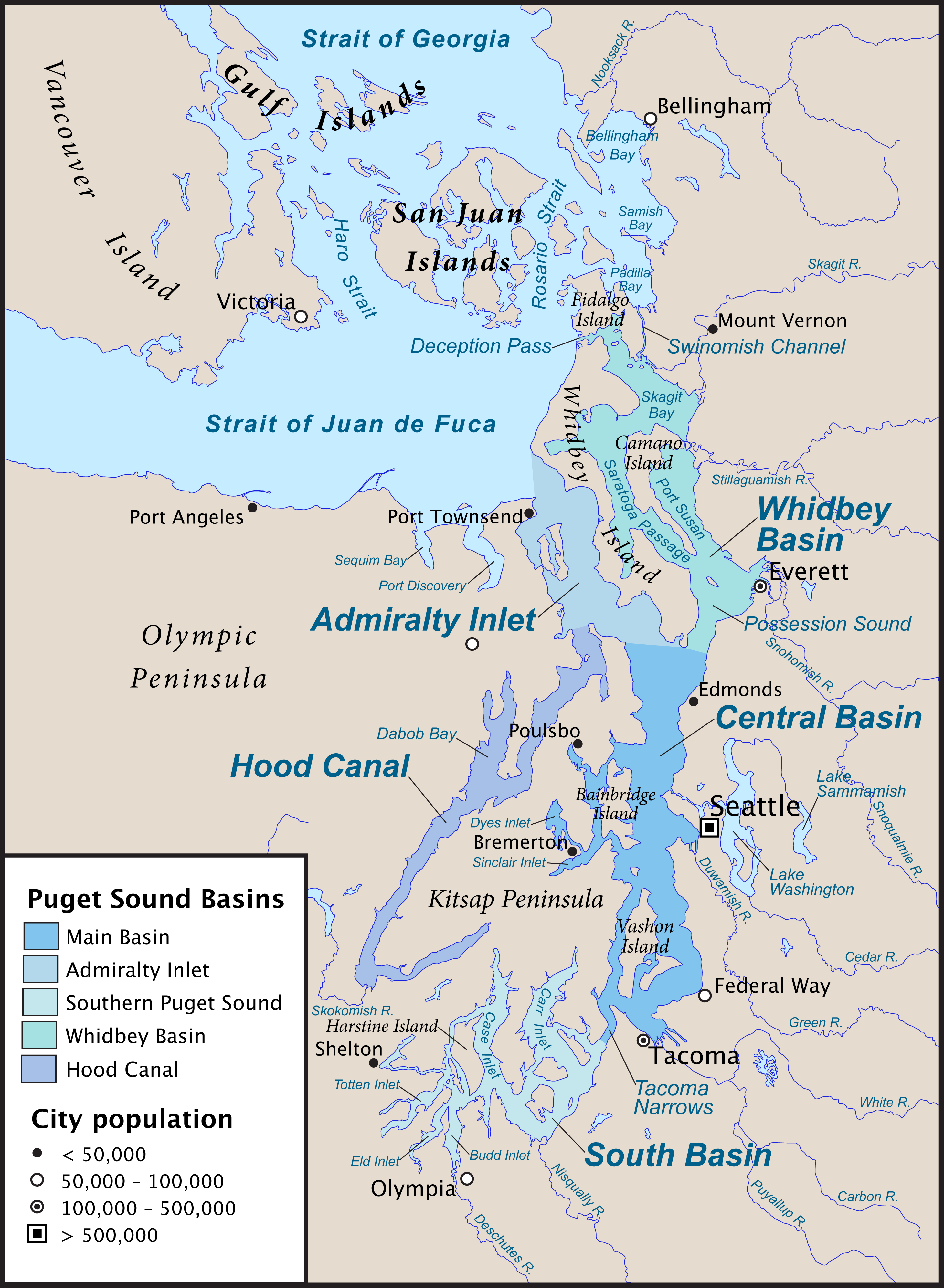
Mappa dello stretto di Puget e dei suoi principali bacini.

Con la recessione del ghiacciaio Vashon si formò una serie di laghi proglaciali, che riempirono lo stretto di Puget e inondarono le pianure meridionali. I primi due laghi recessionali furono il Lago Glaciale Russell e il Lago Glaciale Bretz; entrambi confluivano nel fiume Chehalis. La profondità dei bacini è dovuta al fatto che lo stretto è parte della zona di subduzione della Cascadia, in cui i terrani accumulati ai margini della placca di Juan de Fuca vengono subdotti sotto la placca nordamericana. Da quando si è verificato il terremoto della Cascadia di magnitudo momento nove, che grazie ai registri giapponesi, è stato ricostruito che avvenne il 26 gennaio 1700, non si sono più verificate scosse di simile entità nella zona di subduzione. Nonostante ciò le lievi scosse di terremoto aventi epicentri poco profondi, causati dalla frattura delle faglie oceaniche sottoposte a subduzione, causano ancora danni enormi. La faglia di Seattle taglia lo stretto di Puget, attraversando la punta meridionale dell'isola di Bainbridge sotto la baia di Elliott. A sud, la presenza di una seconda faglia, la faglia di Tacoma, ha fatto collassare gli strati intermedi nel Seattle Uplift.
I tipici profili di denso glaciale dello stretto di Puget fino al permeabile rilascio glaciale di ghiaia sovrastante il letto impermeabile di argilla limosa possono diventare instabili dopo periodi di tempo insolitamente umido e collassare franando su se stessi.

## Idrologia
Lo USGS definisce lo stretto di Puget una baia con numerosi canali e rami. Più precisamente si tratta di un sistema di fiordi formato da valli glaciali sommerse. Il bacino idrografico dello stretto di Puget è di 31440 km².
Si tratta di un grande estuario di acqua salmastra, nel quale si riversano le acque dolci stagionali provenienti dai bacini idrografici della Catena delle Cascate e delle montagne Olympic. La portata media annua delle acque fluviali che si immettono nello stretto di Puget è di 1200 m³/s, con una media mensile massima di 10400 m³/s, e una media mensile minima di 400 m³/s. La linea costiera dello stretto è lunga 2144 km, e racchiude una superficie di acque di 2600 km², con un volume totale di 110 km³ all'alta marea media. Durante ogni marea, il volume medio dell'acqua che entra ed esce dallo stretto è di 5,3 km³. La corrente di marea massima si verifica al Deception Pass, ed è nell'ordine di 9-10 nodi.
Il sistema dello stretto di Puget consiste di quattro bacini profondi connessi da formazioni concordanti meno profonde. I quattro bacini sono il Canale di Hood, il bacino di Whidbey a est dell'isola di Whidbey, il South Sound a sud di Tacoma Narrows, e il bacino principale (Main Basin), suddiviso in insenatura Admiralty e Central Basin.
Le maree sono di tipo misto, con due alte maree e due basse maree al giorno. La differenza tra la marea più alta e quella più bassa è in media di circa 2,5 m a Port Townsend, sull'insenatura Admiralty, ma sale a circa 4,4 m a Olympia, l'estremità meridionale dello stretto.

## Flora e fauna

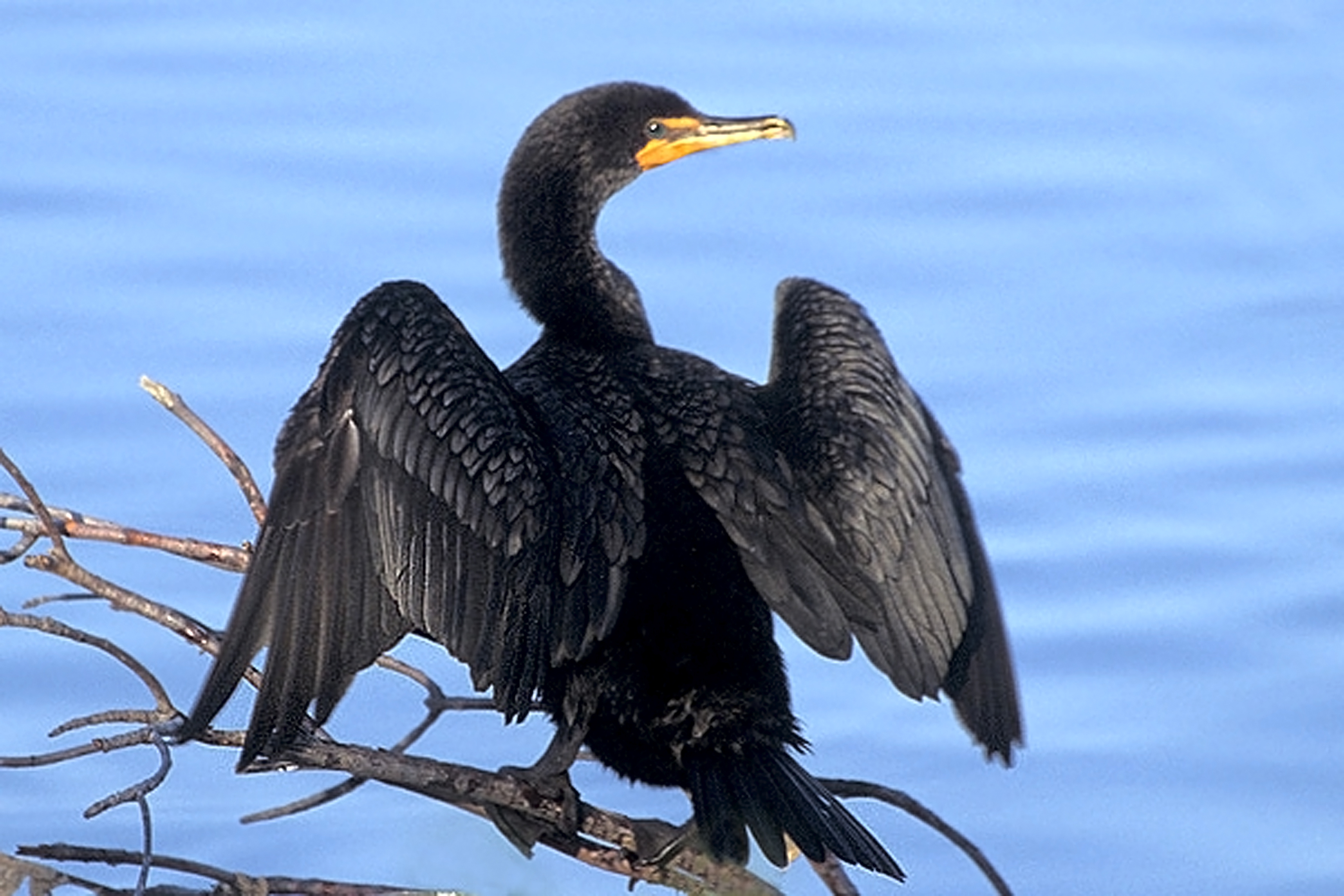
Un marangone dalla doppia cresta

Le specie di flora marina più importanti sono la Zostera marina e le laminariali.
Tra i mammiferi marini presenti nello stretto troviamo la foca comune e l'orca. Le orche rappresentano un'attrazione turistica nell'area, anche se sono molto più diffuse in vicinanza delle San Juan Islands, a nord dello stretto.
Lo stretto ospita numerose specie di pesce. La presenza di varie specie salmonidi, tra cui il salmone, la trota e i salmerini, è ben nota ed è stata soggetto di studi. Inoltre nello stretto sono presenti numerose specie di pesce da foraggio, come l'aringa del Pacifico, l'osmeride surf e gli ammoditidi. Tra i pesci bentopelagici figurano il merluzzo del Pacifico, il merluzzo nordico, il merluzzo d'Alaska e lo spinarolo. Vi sono inoltre 28 specie di Sebastidae, e altre specie come lamprede, storioni, razze e vari tipi di squali.
Nello stretto di Puget si trovano diverse specie di invertebrati marini, tra cui spugne, attinie, chitoni, vongole, chiocciole di mare, ricci di mare e dollari della sabbia. Sono presenti anche molte specie di bivalvi, come l'ostrica del Pacifico e il geoduck. La Ostreola conchaphila, conosciuta come ostrica di Olympia, era in passato diffusa nello stretto, ma durante il XX secolo la popolazione è svanita a causa di attività umane. Sono tuttora in corso progetti al fine di restaurarne la presenza.
Numerose specie di uccelli marini abitano lo stretto di Puget. Tra esse troviamo: lo svasso cigno, la strolaga maggiore, il marangone dalla doppia cresta; varie specie di alcidi come l'uria colomba, l'alca minore rinoceronte, l'uria comune, l'urietta marmorizzata, e l'oca colombaccio; mergini come la moretta codona, la moretta arlecchina e l'orco marino dagli occhiali. Inoltre lo stretto è popolato da una sottospecie non migratoria dell'airone azzurro maggiore. L'area dello stretto di Puget è anche abitato dall'aquila di mare dalla testa bianca.

## Trasporti
Nello stretto di Puget opera un servizio di traghetti gestito dallo Stato di Washington, Washington State Ferries. Il sistema di trasporto collega i due lati dello stretto e la terraferma alle isole più estese.

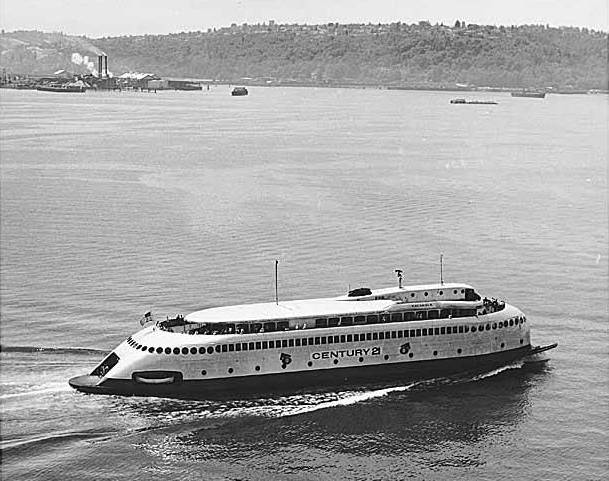
Il traghetto Kalakala nel 1962

Dalla metà degli anni venti fino a quasi la fine degli anni sessanta nello stretto effettuava un servizio di trasporto passeggeri, il traghetto MV Kalakala, una rara espressione nautica di streamlining e prima imbarcazione in stile Art déco.

## Problematiche ambientali
Negli ultimi 30 anni si è verificato un calo drastico nelle popolazioni delle specie che vivono nello stretto di Puget. Il calo è stato riscontrato nelle popolazioni di pesci da esca, salmonidi, pesci del fondale, uccelli marini, focene e orche. A causa di questo declino sono state applicate delle modifiche alle pratiche dell'industria ittica. Inoltre sono aumentate le richieste di inclusione di specie dell'area tra le specie a rischio protette dall'Endangered Species Act, e sono stati messi a punto vari progetti di recupero e mantenimento delle specie a rischio dell'area.
Le cause che hanno determinato questa problematica ambientale sono: contaminazione tossica, eutrofizzazione (scarsità d'ossigeno causata da eccesso di sostanze nutritive), e cambiamenti dell'habitat vicino alla riva.
Il 22 maggio 1978 una valvola fu erroneamente aperta a bordo del sottomarino USS Puffer rilasciando fino a 500 galloni statunitensi (1900 l; 420 imp gal) di acqua radioattiva nel Puget Sound, durante un ciclo di lavori di revisione nel bacino di carenaggio del cantiere navale di Bremerton.